# Caresto

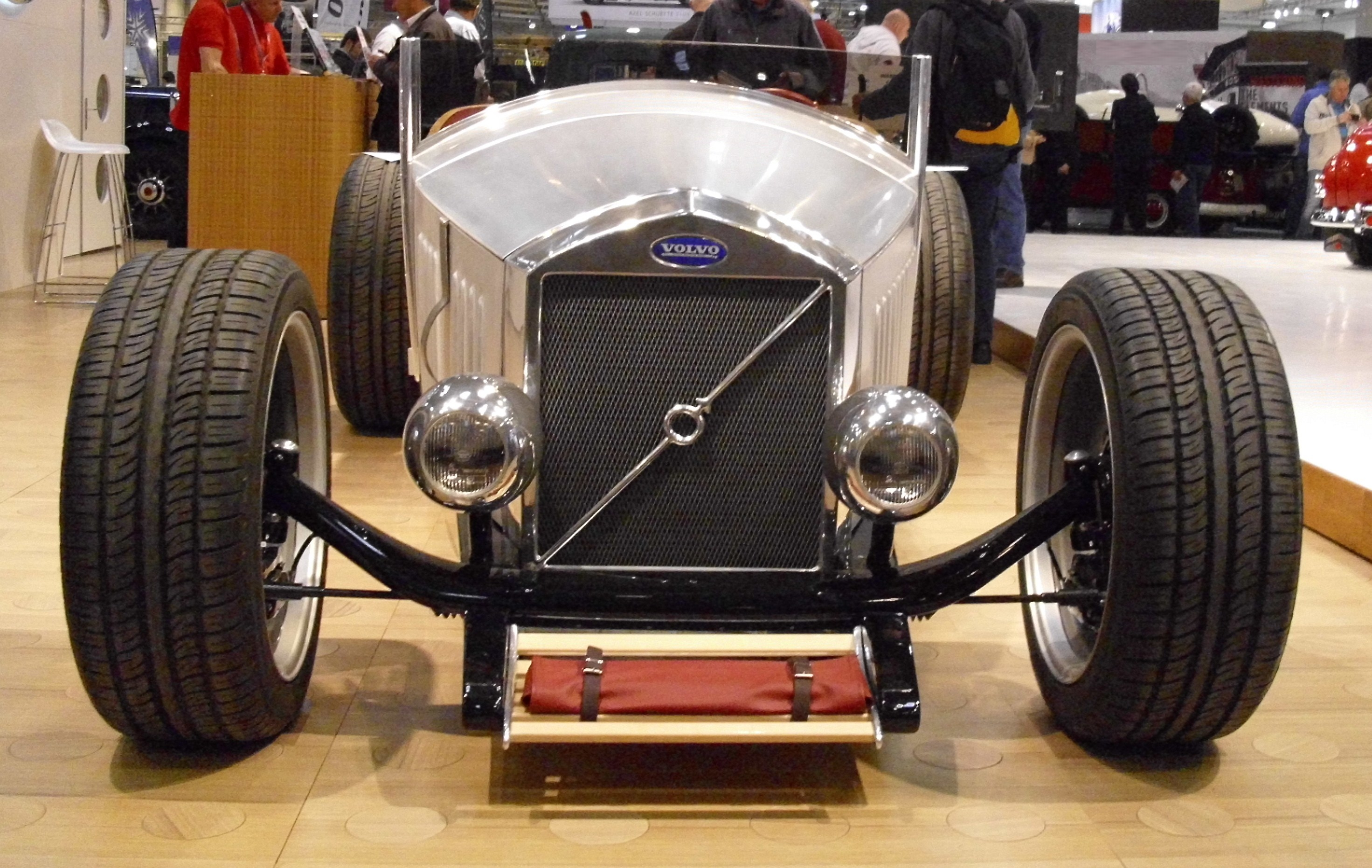
Caresto von 2009

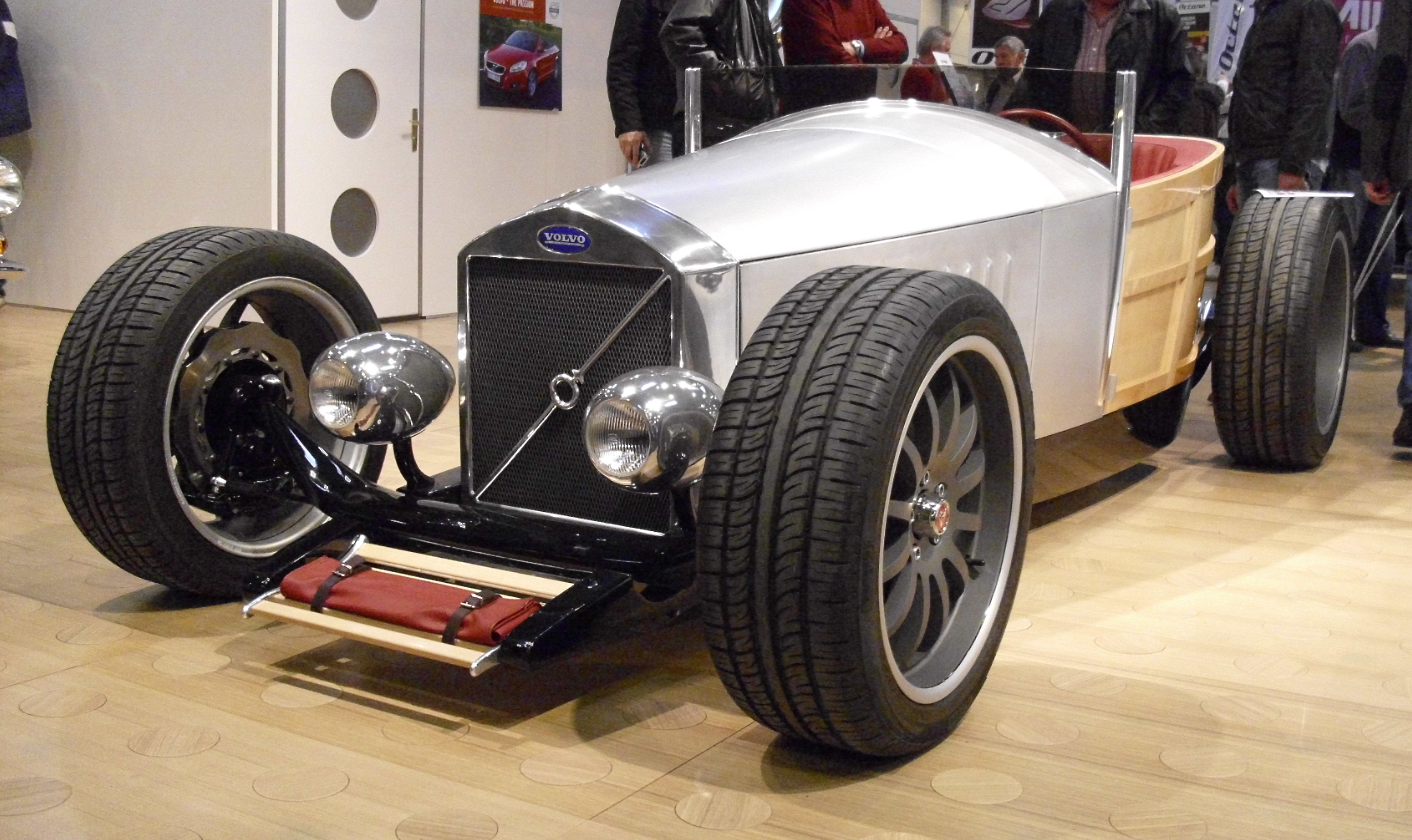
Caresto von 2009

Caresto ist ein schwedischer Hersteller von Automobilen. 

## Unternehmensgeschichte
Leif Tufvesson, der zuvor bei Volvo und Koenigsegg Automotive tätig war, gründete 1996 in Ängelholm das Unternehmen und begann mit der Produktion von Automobilen.

## Fahrzeuge
Das Unternehmen stellt Fahrzeuge auf Volvo-Basis her. Beim Modell V8 Speedster ist ein V8-Motor von Volvo in Mittelmotorbauweise hinter den Sitzen montiert. Beim Modell T6 Roadster ist ein Sechszylinder-Reihenmotor mit Turbolader im Heck montiert. Beide Modelle ähneln dem Plymouth Prowler. Das Modell Hot Rod Jakob ist ein Hot Rod, der wie ein tiefergelegter Ford aus den 1930er Jahren aussieht. Hier sorgt ein Fünfzylindermotor für den Antrieb. Der Hot Rod Woody ist ähnlich ausgelegt, allerdings verfügt er über eine Holzkarosserie im Heckbereich sowie einen Fünfzylinder-Dieselmotor.

## Tuning
Außerdem tunt das Unternehmen Modelle von Volvo und Dodge.